# Chatsk (Ukraine)
Pour la ville en Russie, voir Chatsk.
Chatsk (en ukrainien : Шацьк ; en russe : Шацк ; en polonais : Szack) est une commune urbaine de l'oblast de Volhynie, en Ukraine, et le centre administratif du raïon de Chatsk. Sa population s'élevait à 5 309 habitants en 2019.

## Géographie
Le village est entouré de plusieurs lacs qu'on surnomme Chatsky (Big Black, Svitjaz, Pulemetske, Luke Liutsymer, Somynets, Karasynets, Ozertso) et sont regroupés au sein du parc national de Chatsk.

## Histoire
La localité est mentionnée pour la première fois en 1410. Durant la campagne de Pologne de 1939, la ville est le théâtre de la bataille de Szack entre Polonais et Soviétiques.
Avant la Seconde Guerre mondiale, la population juive comptait 300 membres environ. L'armée allemande occupe Chatsk le 30 juin 1941. En octobre 1941, les juifs de la ville et des alentours sont enfermés dans un ghetto. Peu  de temps après, 319 juifs sont assassinés dans le cadre de la Shoah par balles. Chatsk est libérée de l'occupation allemande par l'Armée rouge le 21 juillet 1944.

## Population
Recensements (*) ou estimations de la population :
| 1959* | 1970* | 1979* | 1989* | 2001* | 2011  | 2012  |
| ----- | ----- | ----- | ----- | ----- | ----- | ----- |
| 4 478 | 4 201 | 5 271 | 6 012 | 5 708 | 5 370 | 5 370 |

| 2013  | 2014  | 2015  | 2016  | 2017  | 2018  | 2019  |
| ----- | ----- | ----- | ----- | ----- | ----- | ----- |
| 5 343 | 5 357 | 5 336 | 5 360 | 5 340 | 5 320 | 5 309 |

## Lieux d'intérêt

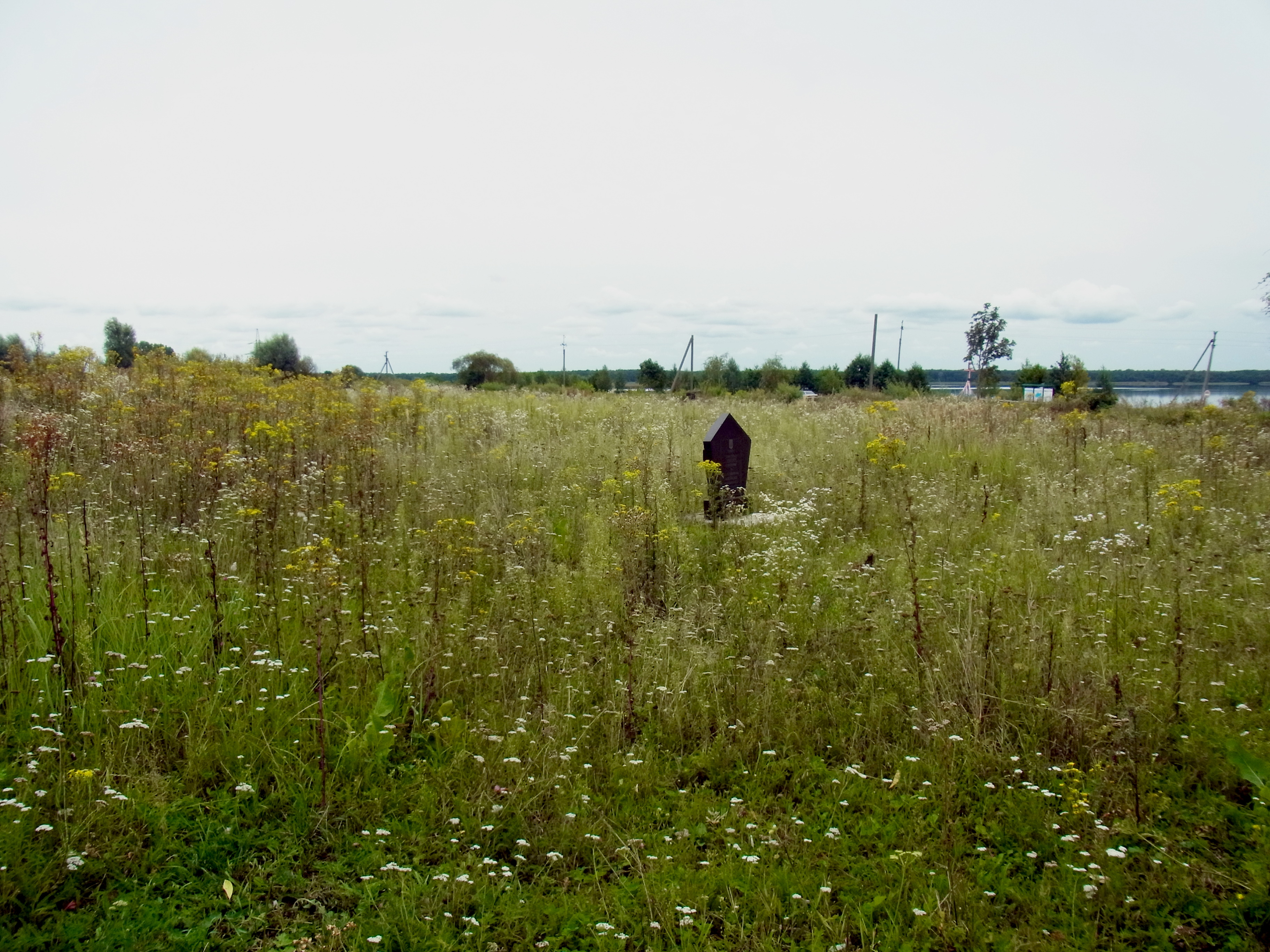
Grad classé[4],
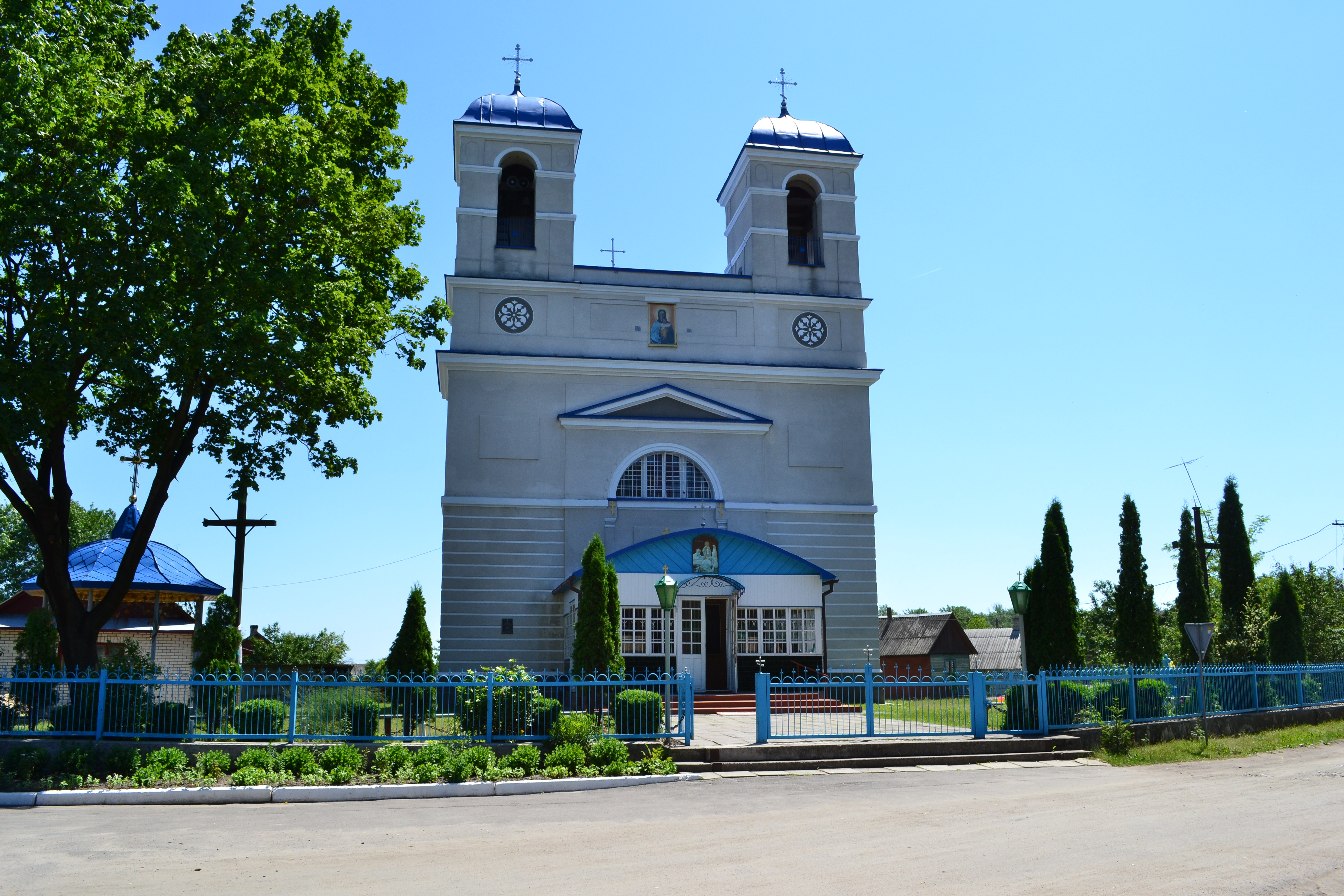
l'église de la Nativité classée[5],
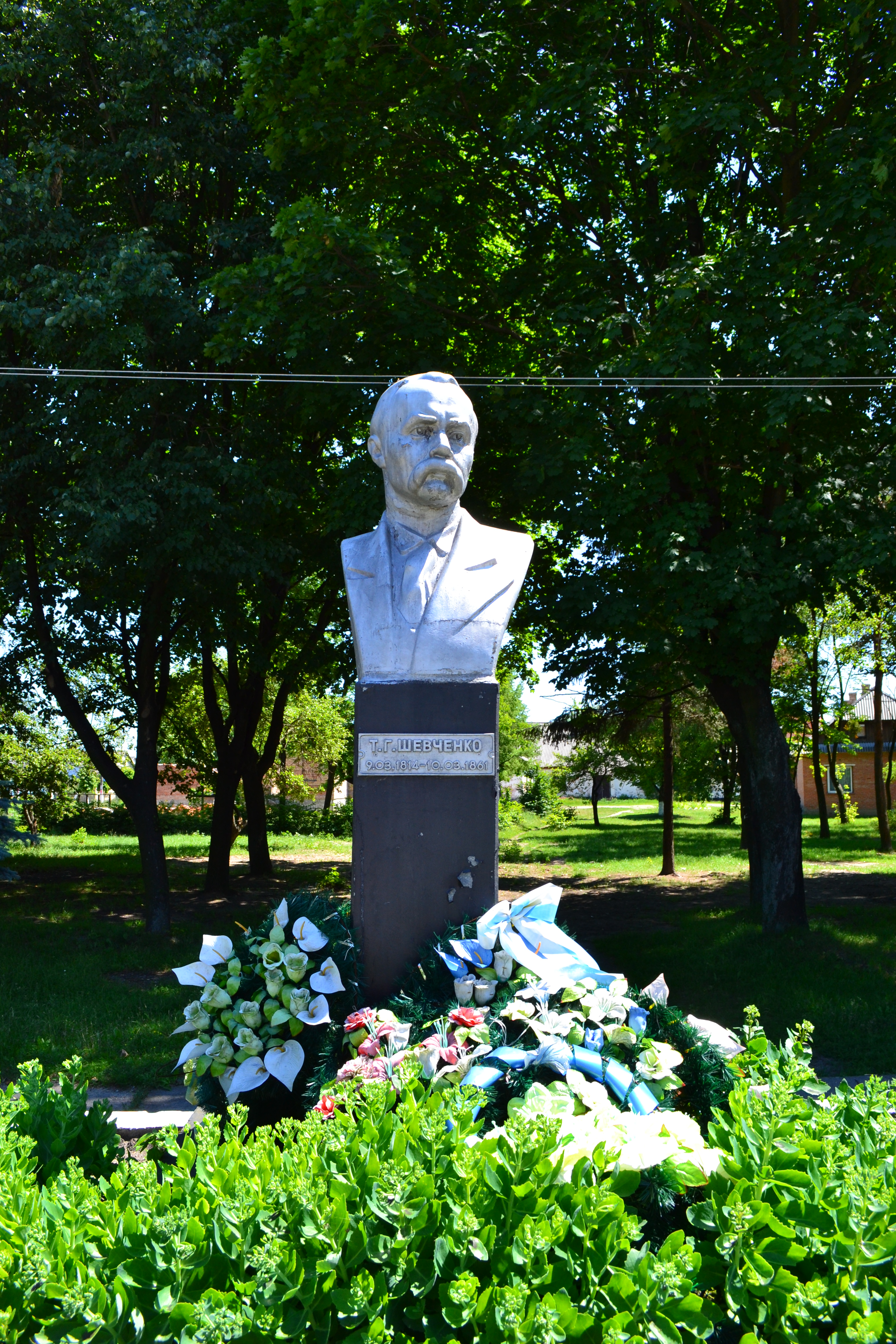
le buste de Taras Chevtchenko.